# Énergie en Jordanie
Le secteur de l'énergie en Jordanie est largement dominé par les énergies fossiles (90,2 % de la consommation intérieure d'énergie primaire), malgré le développement récent des énergies renouvelables qui assuraient 20,3 % de la production d'électricité en 2020, dont 13,6 % de solaire.

## Production d'énergie primaire
En 2020, la Jordanie a produit 33,1 PJ d'énergie primaire, dont 73,8 % de solaire et éolien, 15,8 % de gaz naturel, 9,9 % de biomasse et 0,2 % d'hydroélectricité.

## Consommation d'énergie primaire
La consommation intérieure d'énergie primaire de la Jordanie s'est élevée à 354,6 PJ en 2020, dont 91,2 % de combustibles fossiles (38 % de gaz naturel, 25 % de pétrole brut et 26,4 % de produits pétroliers, 2,4 % de charbon), 8,6 % d'énergies renouvelables (6,9 % de solaire et éolien, 1,1 % de biomasse et déchets, 0,02 % d'hydroélectricité) et 0,2 % d'importations d'électricité.

## Consommation finale d'énergie
La consommation finale d'énergie de la Jordanie s'est élevée à 238,7 PJ en 2020, dont 62,3 % de produits pétroliers, 3,6 % de charbon (industrie), 29 % d'électricité, 3,8 % de solaire thermique (résidentiel et tertiaire) et 1,2 % de biomasse. Elle se répartit en 41,8 % dans les transports, 27,6 % dans le secteur résidentiel, 13,2 % dans l'industrie, 8,4 % dans le secteur tertiaire, 4,3 % dans l'agriculture et 1 % de consommations non énergétiques (chimie).

## Secteur électrique

### Production d'électricité
En 2020, la Jordanie a produit 21,05 TWh d'électricité, dont 79,7 % à partir de combustibles fossiles (gaz naturel : 75,8 %, pétrole : 3,9 %) et 20,3 % d'énergies renouvelables (13,6 % de solaire, 6,6 % d'éolien et 0,1 % d'hydroélectricité).

### Hydroélectricité

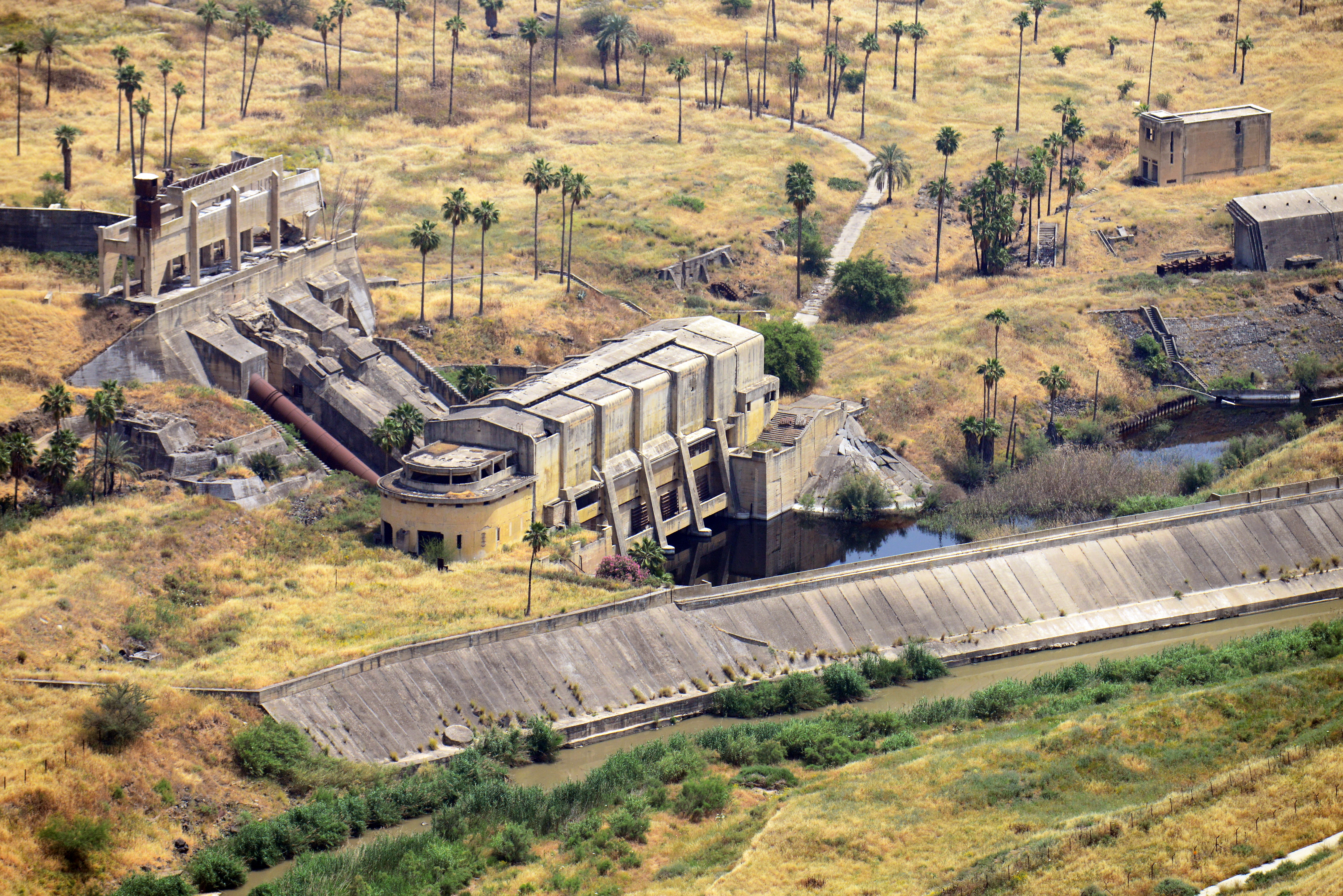
Centrale de Baqoura, 2013.

La première centrale hydroélectrique de Palestine à Baqoura (Naharayim en hébreu) a été construite en 1932 à la confluence du Yarmouk avec le Jourdain.

### Éolien

Principales centrales éoliennes en Jordanie
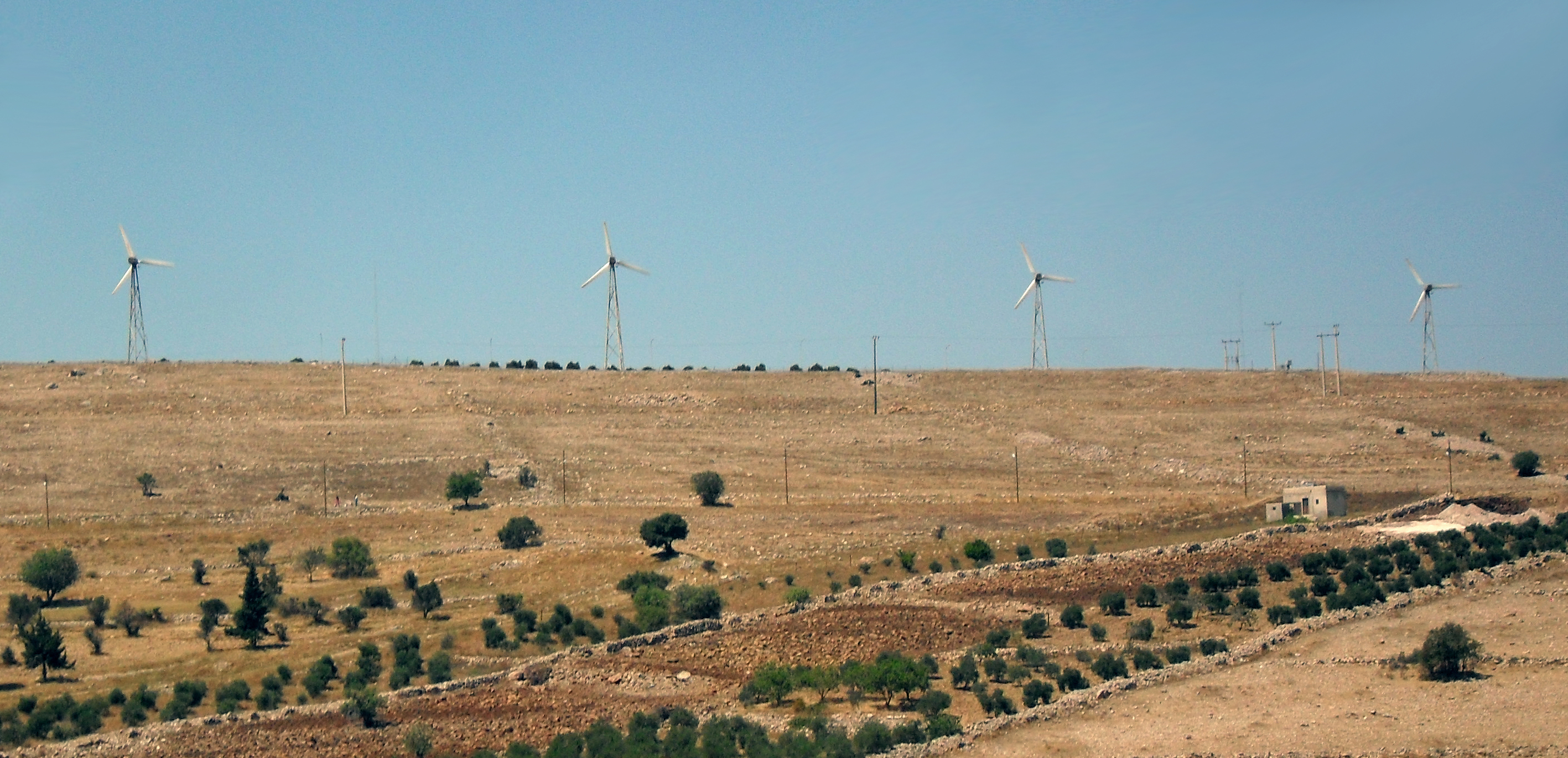
Ferme éolienne d'Ibrahimyah (320 kW) à 80 km au nord d'Amman, 2012.
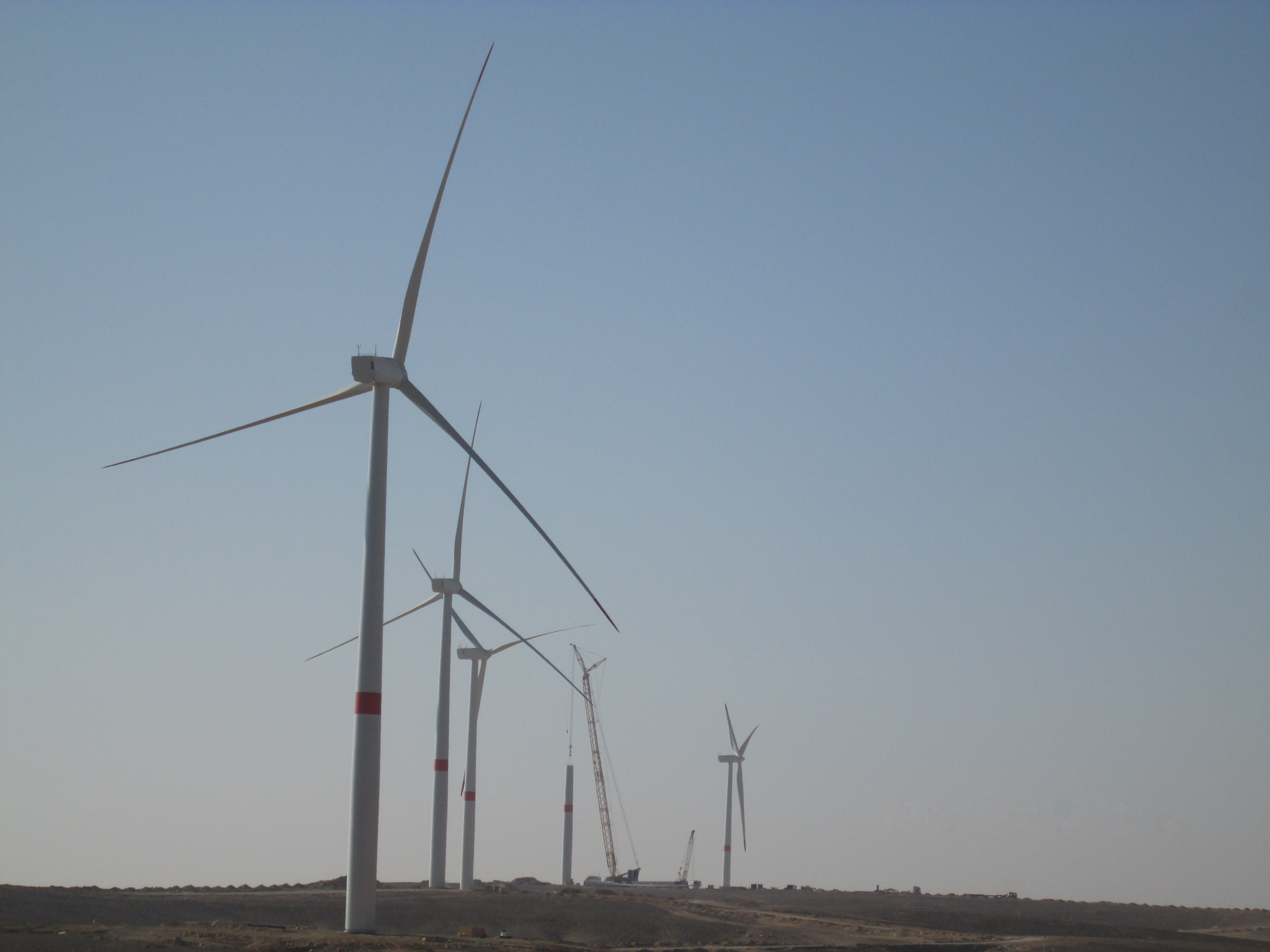
Ferme éolienne de Ma'an (80 MW) en construction, 2015.
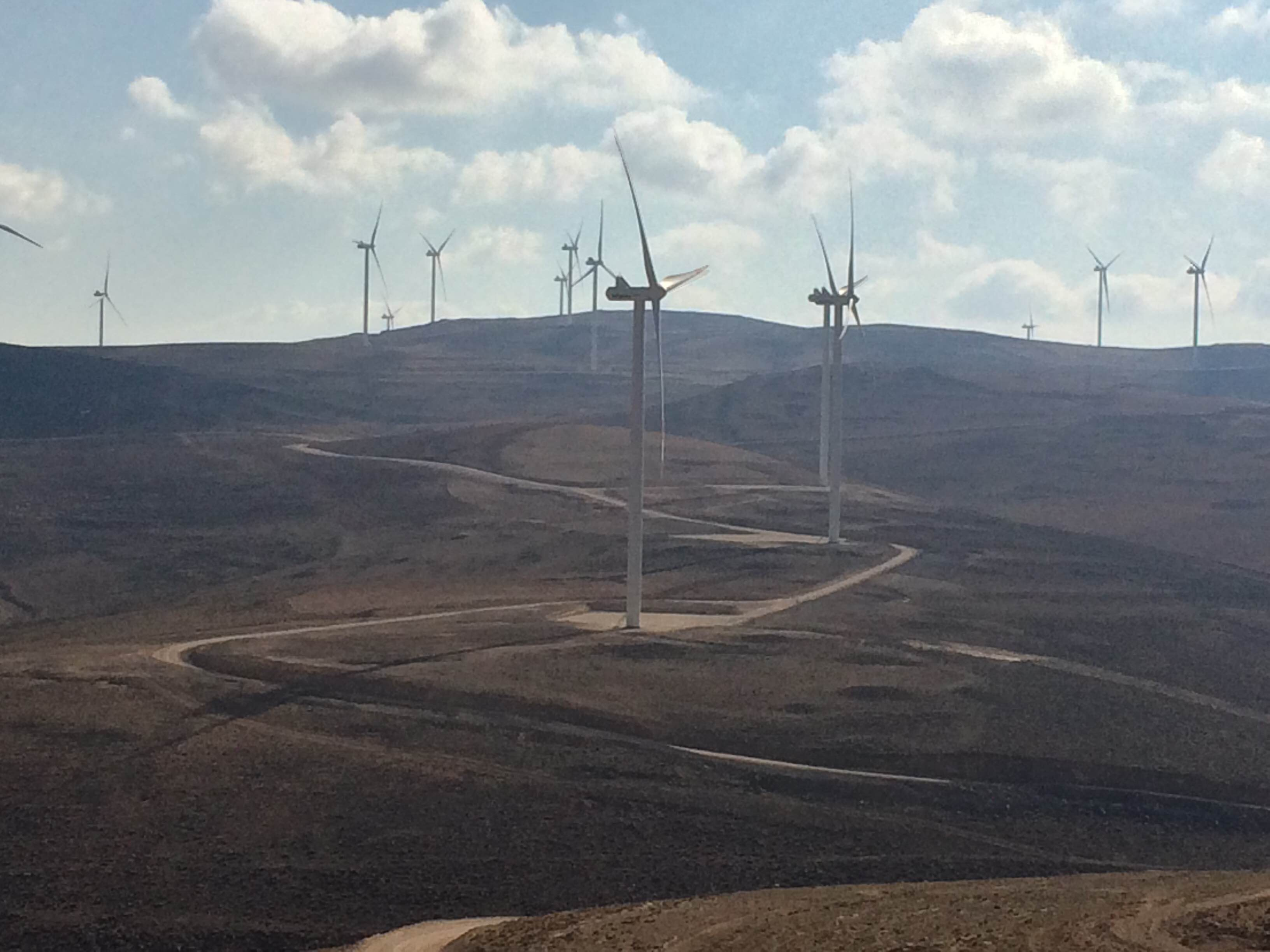
Ferme éolienne de Tafila (117 MW), 2015.

En 2020, les éoliennes de Jordanie ont produit 1,38 TWh, soit 6,6 % de la production d'électricité du pays.

### Solaire

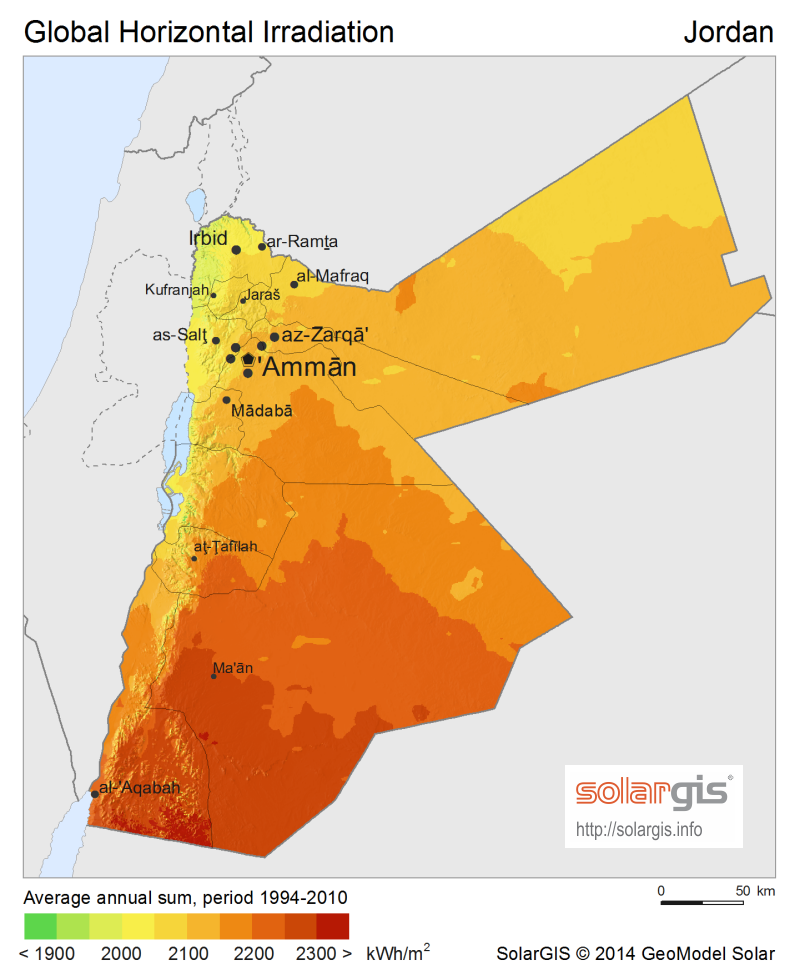
Potentiel solaire de la Jordanie, SolarGIS, 2014.

Centrale solaire de Ma'an, 2016.

En 2020, les installations photovoltaïques de Jordanie ont produit 2,86 TWh, soit 13,6 % de la production d'électricité du pays.
Des projets photovoltaïques totalisant 600 MWc ont été mis en service en 2019.
En novembre 2020, Voltalia signé un accord pour acquérir une participation majoritaire de 70 % d’un portefeuille de 4 centrales solaires en Jordanie pour un total de 57 MWc, qui ont été construites, exploitées et en partie développées par Voltalia depuis 2015.
Une étude de l’Université d'Oxford calcule que concentrer la production d’énergie renouvelable en Jordanie lui permettrait, ainsi qu’à Israël et à l’Autorité palestinienne, d’économiser 18,3 milliards de dollars d’ici 2030, soit 9,4 % de ce que les trois pays devraient dépenser séparément pour atteindre les objectifs de réduction des émissions d’ici 2030.
En novembre 2021, un accord de coopération sur le plan climatique entre Israël et la Jordanie est officiellement signé, prévoyant la construction d’une centrale solaire de 600 MWc en Jordanie, qui produirait de l’électricité pour Israël, et une usine de dessalement israélienne, qui acheminerait 200 millions de m³ d’eau dessalée par an en Jordanie. En août 2023, une lettre d'intention est signée avec Israël pour ce projet « eau contre électricité ». L'accord devait être signé lors de la COP 28. Le projet avait déjà été acté par les deux pays en novembre 2021 à Dubaï, mais le 16 novembre 2023 le ministre des Affaires étrangères jordanien averti que la Jordanie ne signera pas l'accord « eau contre électricité » avec Israël en raison de la guerre dans la bande de Gaza.